# Magny-Lormes
Magny-Lormes è un comune francese di 86 abitanti situato nel dipartimento della Nièvre nella regione della Borgogna-Franca Contea.

## Società

### Evoluzione demografica
Abitanti censiti